# БОПС-плёнка
БОПС-плёнка (англ. BOPS) — биаксиальноориентированная полистирольная плёнка, полимерный материал для создания одноразовой упаковки.

## Параметры
Диапазон толщин: 170÷800 мкм.

### Свойства БОПС плёнок
- Полистирольная плёнка — хрупка.
  - Без модифицирования её применение в упаковке и в производстве одноразовой посуды ограничено.
  - Двухосная ориентация ПС позволяет устранить хрупкость и получить прозрачную плёнку с хорошим блеском.
- В основном, свойства БОПС зависят от:
  - используемого оборудования и
  - качества химических добавок, используемых в производстве[1]

Основные свойства БОПС плёнки:
1. Низкая плотность
2. Экономичность процесса термоформования
3. Хорошая жёсткость и сопротивляемость механическим воздействиям
4. Исключительная[уточнить] формоустойчивость
5. Химическая и физическая инертность
6. Высокая прозрачность и блеск
7. Лёгкость в конечной обработке
8. Экономичная утилизация отходов: возможность рециклинга

## Сфера применения
БОПС-плёнка — материал для формования на фасовочных автоматах:
- контейнеров для кондитерских изделий (тортов, пирожных); всех видов выпечки, мясных продуктов, сыров, рыбы, салатов,
- коррексов (подложек для конфет)[2],
- Коррексы для прочих кондитерских изделий и других продуктов (лотки без крышек, в т.ч. секционные);

- для упаковки молочных продуктов,
- для изготовления одноразовой посуды,
- блистерной упаковки
- крышек для бумажных стаканов;
- и прочей продукции.

## Достоинства
БОПС имеет отличные электрофизические свойства - низкие диэлектрические потери, высокую электрическую прочность, высокое объёмное сопротивление. Химически он стоек к сильным кислотам и щелочам, нерастворим в углеводородах алифатического ряда и слабых спиртах; растворим в ароматических углеводородах, высших спиртах, сложных эфирах и хлорированных углеводородах.
Из двухосно ориентированной полистирольной пленки можно получать термоформованием очень сложные изделия.

## Недостатки
Цена: БОПС ленты дороже, чем: 
- ПЭТ — примерно на 17% и
- ПВХ – на 15%.